# 1re étape du Tour d'Espagne 2009

La première étape du Tour d'Espagne 2009 s'est déroulée le 29 août 2009 à Assen (Pays-Bas) sous forme de contre-la-montre. Elle a été remportée par le Suisse Fabian Cancellara.

## Parcours
Le parcours est totalement plat et il emprunte le Circuit d’Assen qui accueille notamment le Grand Prix moto des Pays-Bas.

## Classement de l'étape
|    | Coureur              | Pays       | Équipe            | Temps      |
| -- | -------------------- | ---------- | ----------------- | ---------- |
| 1  | Fabian Cancellara    | Suisse     | Team Saxo Bank    | 5 min 28 s |
| 2  | Tom Boonen           | Belgique   | Quick Step        | + 9 s      |
| 3  | Tyler Farrar         | États-Unis | Garmin-Slipstream | + 12 s     |
| 4  | Jens Mouris          | Pays-Bas   | Vacansoleil       | + 14 s     |
| 5  | Daniele Bennati      | Italie     | Liquigas          | + 16 s     |
| 6  | Roman Kreuziger      | Tchéquie   | Liquigas          | + 17 s     |
| 7  | Alexandre Vinokourov | Kazakhstan | Astana            | + 18 s     |
| 8  | Ivan Basso           | Italie     | Liquigas          | + 18 s     |
| 9  | Alejandro Valverde   | Espagne    | Caisse d'Épargne  | + 18 s     |
| 10 | Maciej Bodnar        | Pologne    | Liquigas          | + 19 s     |

## Classement général
|    | Coureur              | Pays       | Équipe            | Temps      |
| -- | -------------------- | ---------- | ----------------- | ---------- |
| 1  | Fabian Cancellara    | Suisse     | Team Saxo Bank    | 5 min 28 s |
| 2  | Tom Boonen           | Belgique   | Quick Step        | + 9 s      |
| 3  | Tyler Farrar         | États-Unis | Garmin-Slipstream | + 12 s     |
| 4  | Jens Mouris          | Pays-Bas   | Vacansoleil       | + 14 s     |
| 5  | Daniele Bennati      | Italie     | Liquigas          | + 16 s     |
| 6  | Roman Kreuziger      | Tchéquie   | Liquigas          | + 17 s     |
| 7  | Alexandre Vinokourov | Kazakhstan | Astana            | + 18 s     |
| 8  | Ivan Basso           | Italie     | Liquigas          | + 18 s     |
| 9  | Alejandro Valverde   | Espagne    | Caisse d'Épargne  | + 18 s     |
| 10 | Maciej Bodnar        | Pologne    | Liquigas          | + 19 s     |

## Classements annexes
| Classement par points | Classement par points | Classement par points | Classement par points | Classement par points |
| Rang                  | Cycliste              | Pays                  | Équipe                | Pts                   |
| --------------------- | --------------------- | --------------------- | --------------------- | --------------------- |
|                       | Fabian Cancellara     | Suisse                | Team Saxo Bank        | 25                    |
| 2                     | Tom Boonen            | Belgique              | Quick Step            | 20                    |
| 3                     | Tyler Farrar          | États-Unis            | Garmin-Slipstream     | 16                    |

| Grand Prix de la montagne | Grand Prix de la montagne       | Grand Prix de la montagne | Grand Prix de la montagne | Grand Prix de la montagne |
| Rang                      | Cycliste                        | Pays                      | Équipe                    | Pts                       |
| ------------------------- | ------------------------------- | ------------------------- | ------------------------- | ------------------------- |
|                           | non-décerné lors de cette étape |                           |                           |                           |
| 2                         | -                               |                           |                           |                           |
| 3                         | -                               |                           |                           |                           |

| Combiné | Combiné           | Combiné    | Combiné           | Combiné |
| Rang    | Cycliste          | Pays       | Équipe            | Pts     |
| ------- | ----------------- | ---------- | ----------------- | ------- |
|         | Fabian Cancellara | Suisse     | Team Saxo Bank    | 2       |
| 2       | Tom Boonen        | Belgique   | Quick Step        | 4       |
| 3       | Tyler Farrar      | États-Unis | Garmin-Slipstream | 8       |

| Classement par équipes | Classement par équipes | Classement par équipes | Classement par équipes | Classement par équipes |
| Rang                   | Pays                   | Équipe                 | Temps                  |                        |
| ---------------------- | ---------------------- | ---------------------- | ---------------------- | ---------------------- |
|                        | Liquigas               | Italie                 | en 16 min 51 s         |                        |
| 2                      | Team Saxo Bank         | Danemark               | + 3 s                  |                        |
| 3                      | Garmin-Slipstream      | États-Unis             | + 6 s                  |                        |